# Miroljubowo
Miroljubowo (bulgarisch Миролюбово) ist ein Dorf in der Gemeinde und gleichnamigen Provinz/Oblast Burgas im Südosten Bulgariens. Das Dorf wurde 1923 von bulgarischen Flüchtlingen aus Ostthrakien gegründet. Es trug bis 1951 den Namen Domusorman (bulg. Домусорман).
Miroljubowo liegt im Balkangebirge rund 10 km nördlich vom Gemeindezentrum Burgas. Nachbarorte sind die Gemeindedörfer Isworischte (ca. 7 km nordwestlich), Balgarowo (ca. 7 km südlich) und Banewo (ca. 6 km südlich). Der Verkehrsbetrieb der Stadt Burgas, Burgasbus unterhält regelmäßige Verbindungen nach Miroljubowo.